# Henry Daniell
Charles Henry Daniell, född 5 mars 1894 i London, England, död 31 oktober 1963 i Santa Monica, Kalifornien, USA, var en brittisk skådespelare.

## Biografi
Daniell började som teaterskådespelare i England på 1910-talet. 1921 hade han kommit till USA och debuterat på Broadway där han kom att göra ett flertal roller fram till 1962.
Daniell filmdebuterade 1929 och kom att medverka i över 60 filmer. Han gestaltade på film oftast skurkar och osympatiska figurer. Ett undantag var i filmen Du är mitt allt i rollen som Franz Liszt. Daniell gjorde sin sista filmroll i My Fair Lady 1964, där han dock inte står med i rollistan, han avled under inspelningen.

## Filmografi
- 1936 – Kameliadamen
- 1938 – En friare i societén
- 1938 – Marie Antionette
- 1939 – Elisabeth och Essex
- 1940 – Diktatorn
- 1940 – En skön historia
- 1940 – Allt detta och himlen därtill
- 1940 – Slaghöken
- 1941 – Det evigt kvinnliga
- 1941 – En kvinnas ansikte
- 1943 – En dag skall komma
- 1943 – Jane Eyre
- 1945 – Sherlock Holmes och kvinnan i grönt
- 1945 – Gravplundraren
- 1945 – Kapten Kidd
- 1947 – Du är mitt allt
- 1948 – Atlantis
- 1956 – Han som älskade livet
- 1956 – Mannen i den grå kostymen
- 1957 – Åklagarens vittne
- 1957 – Och solen har sin gång
- 1962 – Den misstänkta värdinnan
- 1964 – My Fair Lady